# IJ
IJは、オランダ語で使われる字母、合字または二重音字である。小文字はij。

筆記体の例

発音は、一般的には [ɛi] である。手書きでは、ij の筆記体と似ていることから ÿ のようにも書かれる。大文字では点をつけずに Y に似た形（キリル文字のУに近い）に書かれることもある。アフリカーンス語では IJ/ij は使用せず、かわりに Y/y を用いる。

## 概要

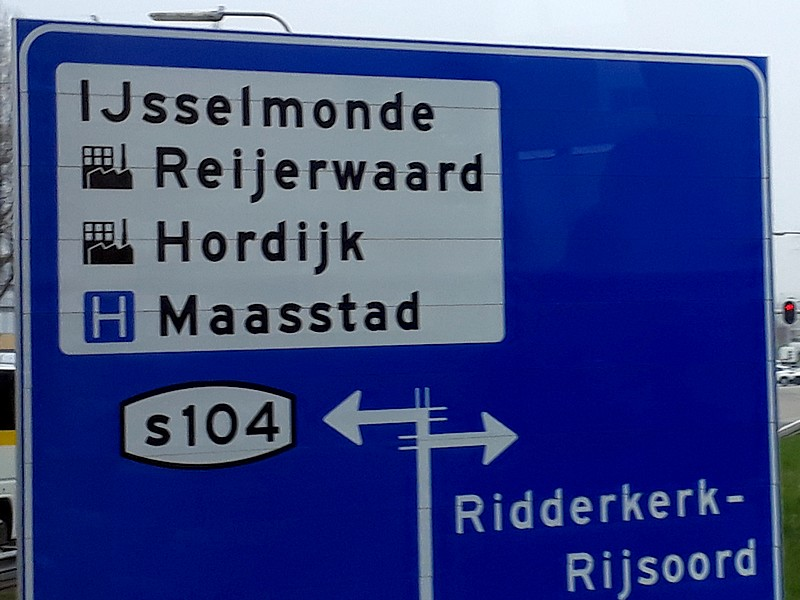
ロッテルダムの標識。IJの2文字を大文字で書く

この字が1文字であるか2文字であるかは、オランダ語話者の間でも意見が分かれる。オランダ語連合の参照するファン・ダーレの辞典では、i と j の2文字からなる二重音字であって、合字ではない。
文頭に置かれるときは、I と J の両方を大文字にする。また、頭文字のみに略す場合にも IJ になる。
例: IJzer is een metaal.（「鉄は金属である」英語: Iron is a metal.）
この字母には、次のような3通りの並べ方がある。
- YとZの間に並べる（y→ij→z）
- Yと等価として並べる（ya→ija→yb）電話帳など
- IとJの2文字として並べる（ii→ij→ik）辞典など

オランダの通話表では、"IJmuiden" /ɛimœydən/（エイマイデン、北ホラント州の港湾都市）で、IJ を表す。

## コンピュータ
Unicodeでは、ラテン文字拡張Aの領域に IJ および ij をひとまとめにした字に符号位置を与えている。これは ISO/IEC 6937 との互換性のために存在する。合字と2文字で書いた場合は互換等価である。
HTML 4 の文字実体参照では定義されていない。HTML5 には &IJlig; および &ijlig; が存在する。
| 大文字 | Unicode | JIS X 0213 | 文字参照       | 小文字 | Unicode | JIS X 0213 | 文字参照       | 備考         |
| ------ | ------- | ---------- | -------------- | ------ | ------- | ---------- | -------------- | ------------ |
| Ĳ      | U+0132  | -          | &#x132; &#306; | ĳ      | U+0133  | -          | &#x133; &#307; | \|互換用合字 |

## ギャラリー

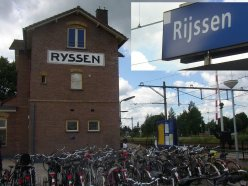
ライセン駅の看板。大文字では Y に似た形で書かれている
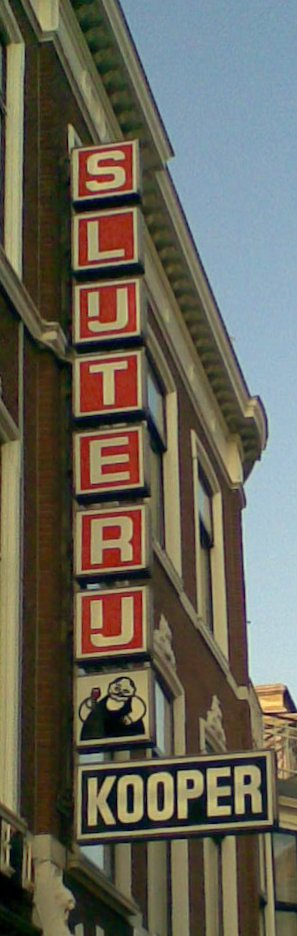
オランダの酒屋（Slijterij）の看板。IJが一つのマスに入れられ、単一の文字として扱われている例。Uに似た字体になっている。
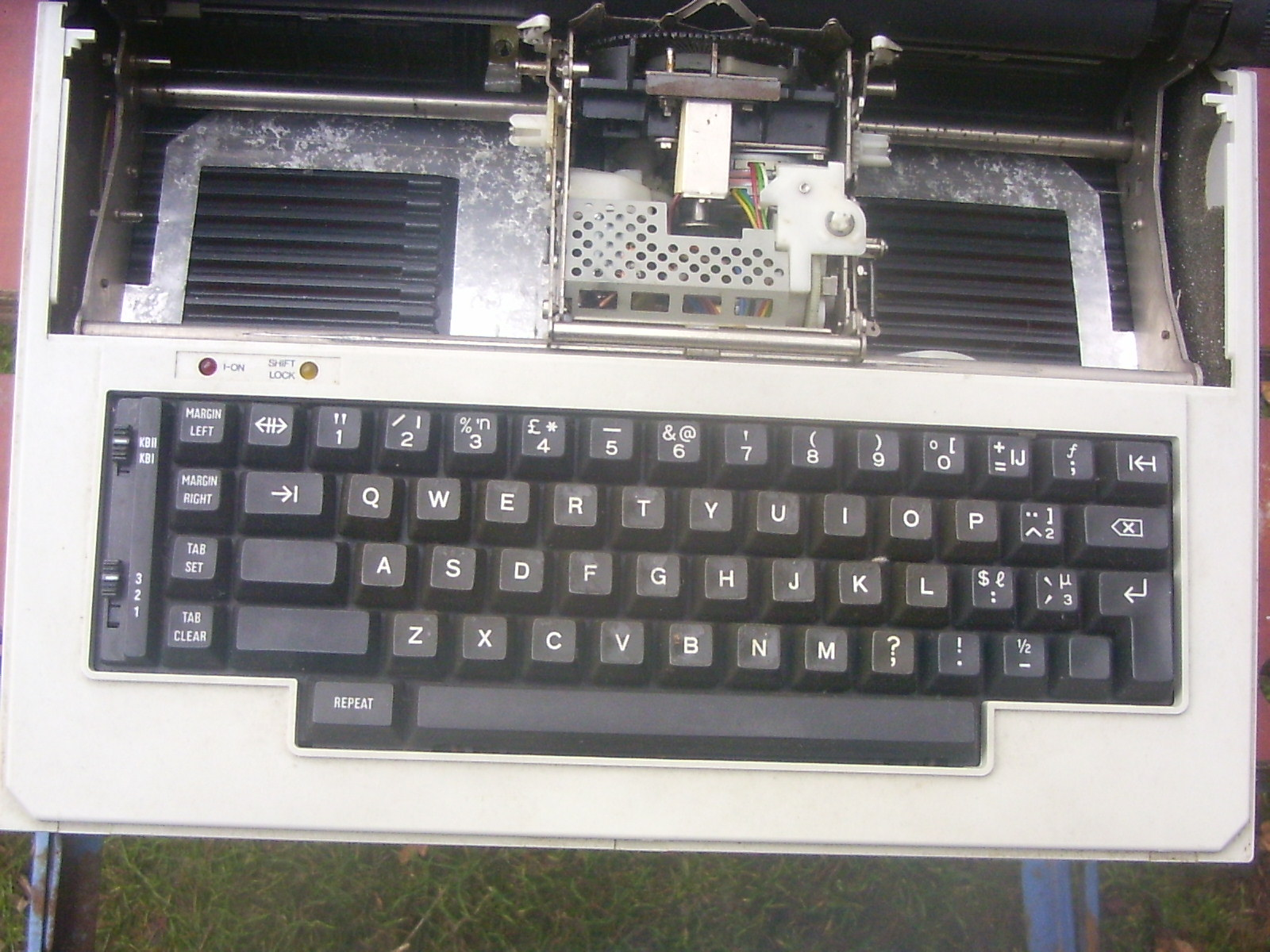
1984年のオリベッティ製電動タイプライタ。「IJ」のキーがある（Pキーの右上）
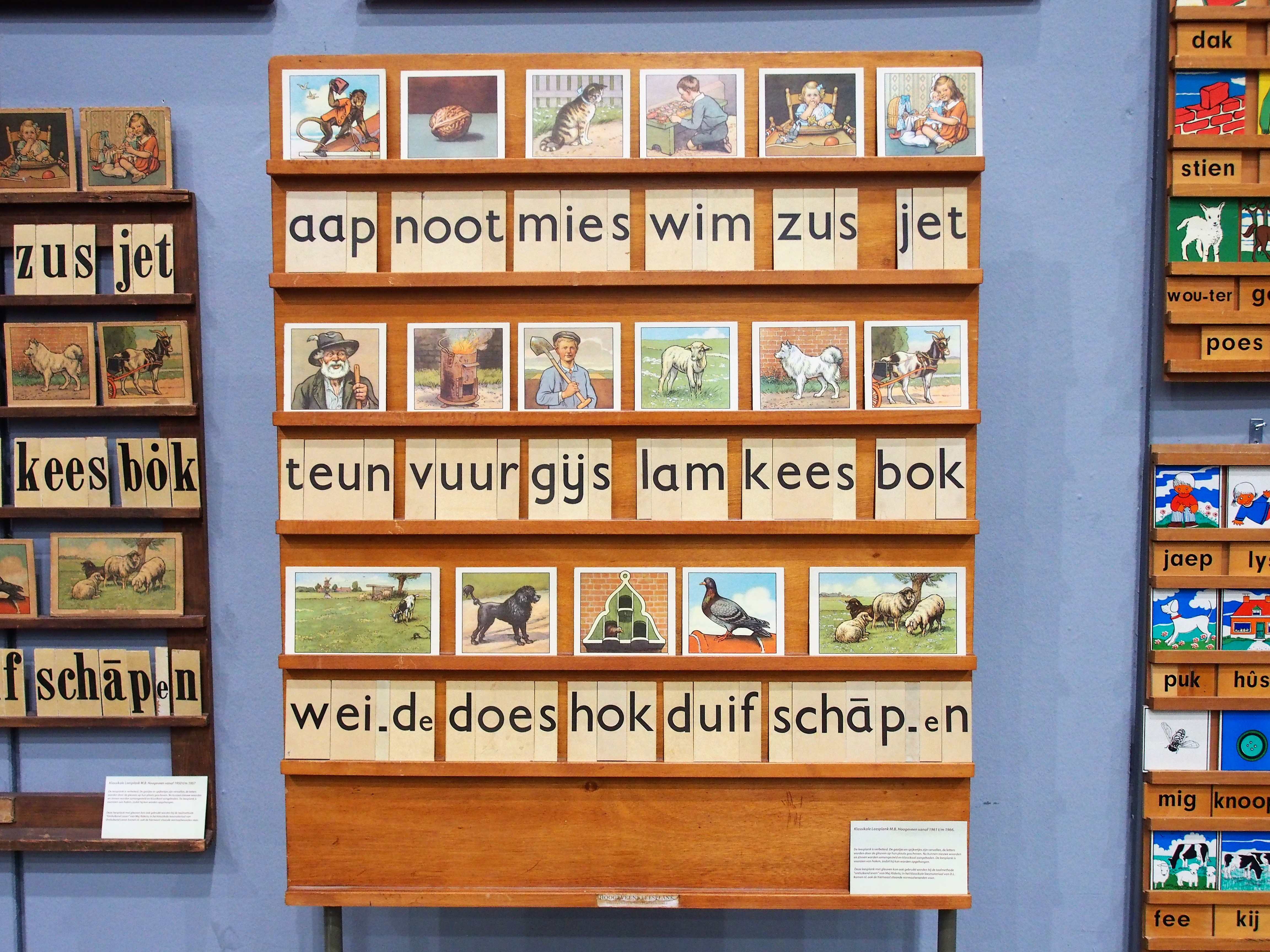
子供用の伝統的な綴り方教材。「Gijs」（人名）を「gÿs」のように書いた例
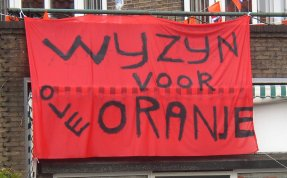
サッカーオランダ代表応援段幕。「WIJ ZIJN」（英語 we are）を「WY ZYN」のように書く
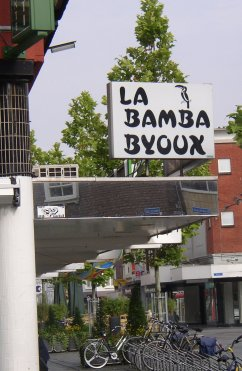
フランス語bijoux（宝石）さえも「BYOUX」のように書かれている
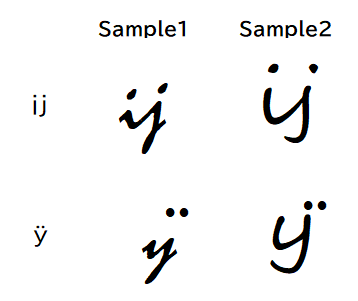
筆記体フォントにおける「ij」と「ÿ」の比較。